# 馬克西米夫卡 (克列緬丘格區)
49°11′7″N 33°10′7″E / 49.18528°N 33.16861°E

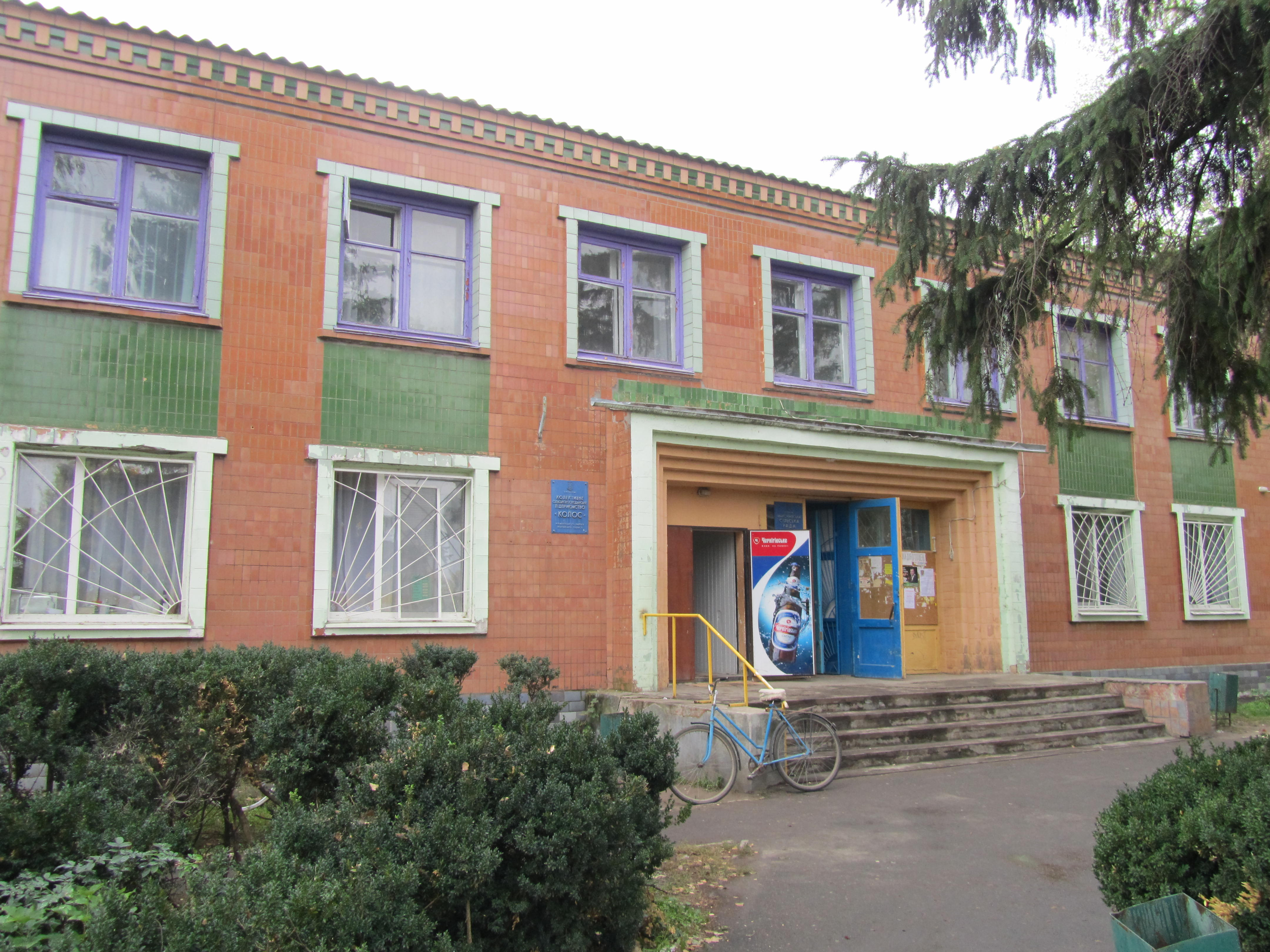
村议会房屋

馬克西米夫卡（烏克蘭語：Максимівка），是烏克蘭中部波爾塔瓦州克雷门丘克区的村庄。處於克列緬丘格水庫左岸，分別距離赫拉迪兹克2公里和涅多加爾基3公里，海拔高度99米，2001年人口2,052。